# Polynema glabricorpus
Polynema glabricorpus är en stekelart som beskrevs av Girault 1929. Polynema glabricorpus ingår i släktet Polynema och familjen dvärgsteklar. Inga underarter finns listade i Catalogue of Life.